# 烈車戦隊トッキュウジャーVSキョウリュウジャー THE MOVIE
- スーパー戦隊シリーズ
  - 烈車戦隊トッキュウジャー > 烈車戦隊トッキュウジャーVSキョウリュウジャー THE MOVIE
  - 獣電戦隊キョウリュウジャー > 烈車戦隊トッキュウジャーVSキョウリュウジャー THE MOVIE

『烈車戦隊トッキュウジャーVSキョウリュウジャー THE MOVIE』（れっしゃせんたいトッキュウジャーたいキョウリュウジャー ザ ムービー）は、2015年1月17日より東映系で公開の映画作品。特撮ヒーロー番組「スーパー戦隊シリーズ」『烈車戦隊トッキュウジャー』の映画作品であり、スーパー戦隊VSシリーズの一つ。

## 概要
『烈車戦隊トッキュウジャー』と『獣電戦隊キョウリュウジャー』のクロスオーバー作品であり、『劇場版 炎神戦隊ゴーオンジャーVSゲキレンジャー』から続くスーパー戦隊祭の第7弾。
ライトたち初期メンバー5人が本来の姿＝子供の姿で変身する子どもトッキュウジャーが登場する。これはプロデューサーの宇都宮孝明の発案によるもので、本作品のセールスポイントの一つとなっている。宇都宮はテレビシリーズから登場を希望していたが実現が難しいことから本作品に取り入れられた。
本作品は『トッキュウジャー』のエピソードの一つに位置づけられ、制作上は2014年10月ごろのエピソードと想定している。映画前作『烈車戦隊トッキュウジャー THE MOVIE ギャラクシーラインSOS』のキャラクターも登場しており、同作品の監督である竹本昇が撮影時に見学に訪れ、意見も出している。スケジュールの都合からトッキュウジャーとキョウリュウジャーの素顔での絡みや素面でのアクションは少な目となっている。また、過去のスーパー戦隊VSシリーズでは見られなかった描写として、「トッキュウジャーの力はデーボス軍に効果がない」「キョウリュウジャーの力はシャドーラインに効果がない」と、敵に対して相性が存在する。そのため、途中からはキョウリュウジャーとトッキュウジャーが使用する武器に互いのアイテムを装填して力をミックスすることで、両方の敵に効果がある攻撃を行っている。
中盤では「スーパー戦隊シリーズ」39作品目の『手裏剣戦隊ニンニンジャー』が放送開始に先駆けて先行登場した。例年同様、タイトル表記の2戦隊とは直接対面していない。ニンニンジャー登場パートの撮影は本作品のクランクアップ1ヶ月後に行われ、アフレコは『ニンニンジャー』よりも前に行われたため、同作品のメイン監督の中澤祥次郎が演出を担当し、キャラクター性を『ニンニンジャー』本編と統一している。
ストーリー構成は戦闘シーンが多くなることから、従来の作品では終盤に位置している巨大戦を中盤に入れ、等身大での戦闘をクライマックスとする形になっている。アクションシーンでは、テクノクレーン、MOBカメラ、ヘリカメラなどが導入され、立体的な演出を長回しで撮影している。
『平成ライダー対昭和ライダー 仮面ライダー大戦 feat.スーパー戦隊』にてキョウリュウレッドとトッキュウジャーの5人は共闘しているが、本格的な共演は本作品が初となっており本作品が初対面のような言及がある。
等身大での最終決戦においてトッキュウジャーの敵であるシャドーラインの4人（ゼット・モルク・ノア・ネロ）も加わった必殺技での共闘が見られる。

## あらすじ
恐竜時代の地球に現れた破壊神・デーボスは地球の全生命を滅ぼそうとし、機械化した恐竜・獣電竜によって封印された。しかし、デーボスが生み出した部下たちはデーボス軍を結成してデーボス復活に向けて活動を始め、獣電竜を相棒とする戦士・キュウリュウジャーと長きにわたって戦い続けた。そして2014年、10人揃ったキョウリュウジャーの活躍によって進化したデーボスが撃ち滅ぼされ、デーボス軍は壊滅した。
時は流れ、ギャラクシーライン所有の宇宙ステーションが地球に墜落。同時にデーボスを生み出したという悪の創造主・デビウスが降臨した。突如現れたデーボス軍のゾーリ魔に立ち向かうトッキュウジャーだったが、武器や技が一切通用せず、キョウリュウジャーに助けられる。紅蓮神官・サラマズを従えたデビウスは完全な肉体を手に入れるべくシャドーラインと結託する。デビウスたちとシャドーラインに対抗するにはトッキュウジャーとキョウリュウジャーが互いに力を合わせるしかない。あと1日しかないタイムリミットの中、2大戦隊はデビウスの野望を食い止められるのか？

## 本作品のオリジナルキャラクター

### 悪の創造主
創造主デビウス
暗黒種デーボスを生み出した超越生命体。
地球を破壊するべくデーボスを送り込んだが、キョウリュウジャーの活躍で失敗に終わったため、自ら出向いてきた。純粋なエネルギー体でしかないため、完全覚醒するまでの間はギャラクシーラインの無人宇宙ステーションに取り憑いている。武器はマジカナ・ワンド。
戦闘能力も高く、トッキュウ1号とキョウリュウレッドを圧倒し、ハイパートッキュウ1号と撃ち合いしても、変身解除まで追い込むほど。巨大化時はウイニングウイングを展開して飛行する。
シャドーラインと手を組むが、シャドーラインの闇の力を得た途端に用済みと見なしてサラマズの手でキャッスルターミナルに火を放ったことでシャドーライン側の怒りを買い、トッキュウジャー・キョウリュウジャー、シャドーラインの三者連合軍の一体攻撃20連結カミツキブレイブラッシュで倒された。
- デザインはK-SuKeが担当。デザイン画では「創造主デステーション」という名称であった。デザイン上のモチーフは『オズの魔法使い』に登場する悪い魔女および蛾。
- デーボスを創造した存在は『キョウリュウジャー』最終話内で語られていたが、『キョウリュウジャー』チーフプロデューサーの大森敬仁は番組終了後のインタビューで後続作品で登場させることには否定的な見解を示していた。本作品への登場は『トッキュウジャー』チーフプロデューサーの宇都宮孝明により提案された。

紅蓮神官サラマズ
紅蓮の炎を司るデビウスの側近の悪の僧侶。キョウリュウジャーを阻止するため、シャドーラインと結託し、その見返りとしてトッキュウジャーの抹殺を請け負ったが、その裏で闇の力を手に入れようと画策している。自在にエネルギーを操り、プロミランスを武器とする。
- 新幹線のような形態に変形するという設定から、「新幹」とかけて「神官」に設定された。
- デザインはK-SuKeが担当。デザインは服や肩の突起物の形状などで同じ神官であるカオスやマッドトリンとの共通性を押さえつつ、体型で差別化を図っている。

サラマズ究極態
サラマズの最強形態。倒されたクロックシャドーが発する膨大な暴走する闇の力を吸収してシャドーラインの烈車のデータを得てクローズごと取り込んで連結する車両のような形態に巨大化・変身する。サラマズアタックやサラマズスパークを得意技とする。
- デザインはK-SuKeが担当。デザイン画では「紅蓮神官サラマズ 神官新幹線形態」という名称であった。

### シャドーライン
クロックシャドー
デビウスの味方となったシャドーラインがサラマズに派遣したゼット配下の時計系シャドー怪人。闇形式はゼヤ9629-VS。闇装備の長針系ソードと短針系ソードを使って戦う。
体操のお兄さんのような口調が特徴で一人称は「お兄さん」。歌を歌って聴いた人間の時間を巻き戻す力を持ち、聴いた時間が長いほど効果が大きいが、シャドー出身の人物には効力がない。この能力を使ってトッキュウジャー5人を本来の姿である子供に、空蝉丸を赤ん坊に若返らせた。
倒された際には、放出された闇をサラマズに吸収されたため、巨大化していない。
- デザインは篠原保が担当。顔のデザインは人の顔を意識したテレビシリーズのシャドー怪人とは異なり少し獣のような雰囲気にしている。機械式時計をイメージした歯車状のパーツを上半身に配置している。

復活シャドー怪人
デビウスの力によって蘇ったシャドー怪人。ソウジキシャドー、フェンスシャドー、ハンマーシャドー、チェーンシャドー、サーベルシャドー、コインシャドー、テーブルシャドー、チェアシャドーが登場。

## 戦力
ブレイブ獣電池
キョウリュウジャーのゴールドを除く5人の持つ1〜5番（ガブティラ・パラサガン・ステゴッチ・ザクトル・ドリケラ）の獣電池が融合して生まれた特殊獣電池。巨大化した状態でレッドレッシャーの中間に連結されている。
キョウリュウジャーレッシャー
ガブティラ獣電池がライトのイマジネーションによって変化したトッキュウレッシャー。変身解除させられたライトがダイカイテンキャノンにセットし、デビウスを攻撃した。
書籍『スーパー戦隊 Official Mook 21世紀 vol.14 烈車戦隊トッキュウジャー』では、烈車キョウリュウジャーレッシャーの召喚も可能であると記述している。

トッキュウ・キョウリュウブレイブレインボーラッシュ
レンケツバズーカにビクトリー獣電池をセットし発射する必殺技。
イマジネーションブレイブフィニッシュ
キョウリュウレッドとトッキュウ1号を除く全員で繰り出す技。
20連結カミツキブレイブラッシュ
トッキュウジャー6人とキョウリュウジャー10人にシャドーラインの4人（ゼット・モルグ・ノア・ネロ）を加えた20人による一斉攻撃。

トッキュウキョウリュウダブルビーム
トッキュウオーとキョウリュウジンおよびパラサガンとザクトルの合体技。
ハイパーギガントイマジネーション
トッキュウレインボーの体に付いているハイパーレッシャー以外の13編成の烈車の代わりに巨大ガーディアンズ獣電池が合体し、ギガント砲に分離した烈車を装填した形態からそれを発射する。

縮尺縮小の術
対象物を小さく変化させるシュリケン忍法。アカニンジャーが特別忍シュリケンを使用しクライナーロボを対人サイズに縮小した。
シュリケン忍法 やぐら忍旋風（）
アオ・キ・シロ・モモニンジャーの4人が手を組んで作ったやぐらの上にアカニンジャーが乗り、全員で回転してつむじ風を起こし敵を巻き上げたうえで斬りつける技。対人サイズになったクライナーロボに対して使用した。

シャドーラインダークネスボンバー
再生したシャドー怪人が繰り出す技。

## キャスト
- ライト / トッキュウ1号 - 志尊淳
- トカッチ / トッキュウ2号 - 平牧仁
- ミオ / トッキュウ3号 - 梨里杏
- ヒカリ / トッキュウ4号 - 横浜流星
- カグラ / トッキュウ5号 - 森高愛
- 虹野明 / トッキュウ6号 - 長濱慎
- 桐生ダイゴ / キョウリュウレッド - 竜星涼
- イアン・ヨークランド / キョウリュウブラック - 斉藤秀翼
- 有働ノブハル / キョウリュウブルー - 金城大和
- 立風館ソウジ / キョウリュウグリーン - 塩野瑛久
- アミィ結月 / キョウリュウピンク - 今野鮎莉
- 空蝉丸 / キョウリュウゴールド - 丸山敦史
- 少年ライト - 馬渕誉
- 少年トカッチ - 永瀬圭志朗
- 少女ミオ - 石井薫子
- 少年ヒカリ - 山﨑光
- 少女カグラ - 清水らら
- 赤ちゃん空蝉丸 - 高橋望[注釈 4]
- 闇の皇帝・ゼット - 大口兼悟
- レディ - 福原遥[21]
- 車掌 - 関根勤

### 声の出演
- キョウリュウシルバー - 山下真司[21]
- キョウリュウシアン - 木下あゆ美[21]
- キョウリュウグレー - 出合正幸[21]
- キョウリュウバイオレット - 飯豊まりえ[21]
- チケット - 山口勝平
- ワゴン - 堀江由衣
- 総裁 - 鳥海浩輔
- ネロ男爵 - 福山潤[21]
- ノア夫人 - 久川綾[21]
- モルク侯爵 - 鈴木れい子[21]
- マイッキー - 渡辺久美子
- 賢神トリン - 森川智之
- キャンデリラ - 戸松遥
- ラッキューロ - 折笠愛
- チェアシャドー、フェンスシャドー、ゾーリ魔、クローズ - 穴井勇輝[注釈 5]
- ガブリボルバー ガブリチェンジャー - 千葉繁[注釈 5]
- クロックシャドー - 小野坂昌也[22]
- 創造主デビウス - てらそままさき[22]
- アカニンジャー - 西川俊介『手裏剣戦隊ニンニンジャー』
- アオニンジャー - 松本岳『手裏剣戦隊ニンニンジャー』
- キニンジャー - 中村嘉惟人『手裏剣戦隊ニンニンジャー』
- シロニンジャー - 矢野優花『手裏剣戦隊ニンニンジャー』
- モモニンジャー - 山谷花純『手裏剣戦隊ニンニンジャー』
- 忍者一番刀の声 - 垂木勉[注釈 5]『手裏剣戦隊ニンニンジャー』
- 紅蓮神官サラマズ - 天野ひろゆき

## スタッフ
- 製作 - 平城隆司（テレビ朝日）、間宮登良松（東映ビデオ）、鈴木武幸（東映）、松田英史（東映エージエンシー）、木下直哉（木下グループ）
- 企画 - 林雄一郎（テレビ朝日）、日達長夫（東映ビデオ）、白倉伸一郎（東映）、小川政則（東映エージエンシー）、嘉手苅理沙（木下グループ）
- 原作 - 八手三郎
- 脚本 - 小林靖子
- 音楽 - 羽岡佳、佐橋俊彦
- 撮影 - 松村文雄
- 照明 - 本田純一
- 美術 - 大谷和正
- 録音 - 伝田直樹、中村健太
- 編集 - 柳澤和子
- 整音 - 深井康之
- スクリプター - 森みどり
- 助監督 - 須上和泰、葉山康一郎、中村泰仁
- 製作担当 - 喜多智彦
- ラインプロデューサー - 青柳夕子、佐々木幸司
- 計測 - 岩崎智之
- 撮影助手 - 森田曜、根来佑子
- 照明助手 - 堀直之、堤義典、大場智史、三浦暁、斉藤しずか
- 録音助手 - 佐藤公章、藤井順也
- 選曲 - 宮葉勝行
- 音響効果 - 小川広美（大泉音映）
- 製作デスク - 辻絵里子、平林京子
- キャラクターデザイン - 篠原保、K-SuKe
- ステーションデザイン - 田嶋秀樹
- （株）特撮研究所
  - 撮影 - 岡本純平、内田圭、関口洋平
  - Bキャメラ - 鈴木啓造
  - 照明 - 安藤和也、関澤陽介
  - デジタル合成 - 山本達也、岩谷和行
  - 美術 - 松浦芳、高橋一、鶴田智也、石井那王貴
  - 操演 - 中山亨、和田宏之、黒田政紀
  - 助監督 - 小串遼太郎
  - ミニチュア製作 - ミューロン
- AP - 久慈麗人、菅野あゆみ
- 美術協力 - シスタック
- 技術協力 - 東映デジタルセンター、東映ラボ・テック、西華デジタルイメージ株式会社、RED DIGITAL CINEMA SHOT ON RED(RED EPIC)、ATV、NKL、Grass Valley(EDIUS 9)、BULL、M・SOFT、Libec、enRoute
- エグゼクティブ・プロデューサー - 佐々木基（テレビ朝日）、加藤和夫（東映ビデオ）、疋田和樹（東映エージエンシー）
- プロデューサー - 井上千尋（テレビ朝日）、宇都宮孝明・若林豪（東映）、中野剛（東映ビデオ）、矢田晃一・深田明宏（東映エージエンシー）
- アクション監督 - 福沢博文
- 特撮監督 - 佛田洋
- 「トッキュウジャーVSキョウリュウジャー」製作委員会（テレビ朝日、東映ビデオ、東映、東映エージエンシー、木下グループ）
- 監督 - 渡辺勝也
- 配給 - 東映[注釈 5]

## 挿入歌
主題歌は存在しないが、クレジット上では以下の楽曲が主題歌とされている。スタッフロールはエピローグで実施されており、エンディングのダンスは本作品では廃止されている。キョウリュウジャーの主題歌は使用されていない。
「烈車戦隊トッキュウジャー」
作詩：渡部紫緒 / 作曲・編曲：坂部剛 / 歌：伊勢大貴

## 他媒体展開

### 映像ソフト化
2015年3月20日発売。Blu-ray / DVDでリリース。
- 烈車戦隊トッキュウジャーVSキョウリュウジャー THE MOVIE 通常版（1枚組）
  - 映像特典
    - 特報
    - 劇場予告編
    - ノンスーパーED
- 烈車戦隊トッキュウジャーVSキョウリュウジャー THE MOVIE コレクターズパック（2枚組）
  - ディスク1：本編ディスク（通常版と共通）
  - ディスク2：特典ディスク（Blu-ray版はBlu-ray、DVD版はDVDで収録）
    - メイキング
    - 完成披露記者会見
    - 完成披露上映会舞台挨拶
    - 公開初日舞台挨拶
    - TVスポット集
    - トッキュウ&キョウリュウミュージアム
    - ポスタービジュアル

  - 初回限定特典
    - ポストカード
    - 特製スリーブケース

### テレビ放送
- 映画『手裏剣戦隊ニンニンジャーVSトッキュウジャー THE MOVIE 忍者・イン・ワンダーランド』の公開を記念したテレビスペシャルとして2016年1月10日7:00 - 8:00に地上波で初放送された。番組では冒頭でのニンニンジャーの挨拶をはじめ、『ニンニンジャーVSトッキュウジャー』の情報（ナレーター - バッキー木場）および『ニンニンジャーVSトッキュウジャー』にも出演するテレビシリーズ次作『動物戦隊ジュウオウジャー』情報なども含めて放送された。このため放送時間の関係上、一部のシーン[注釈 6]が編集でカットされている。